# Cratérope du Népal
Turdoides nipalensis
Espèce
Statut de conservation UICN

 LC  : Préoccupation mineure
Le Cratérope du Népal (Turdoides nipalensis) est une espèce de passereau de la famille des 	Leiothrichidae.

## Répartition

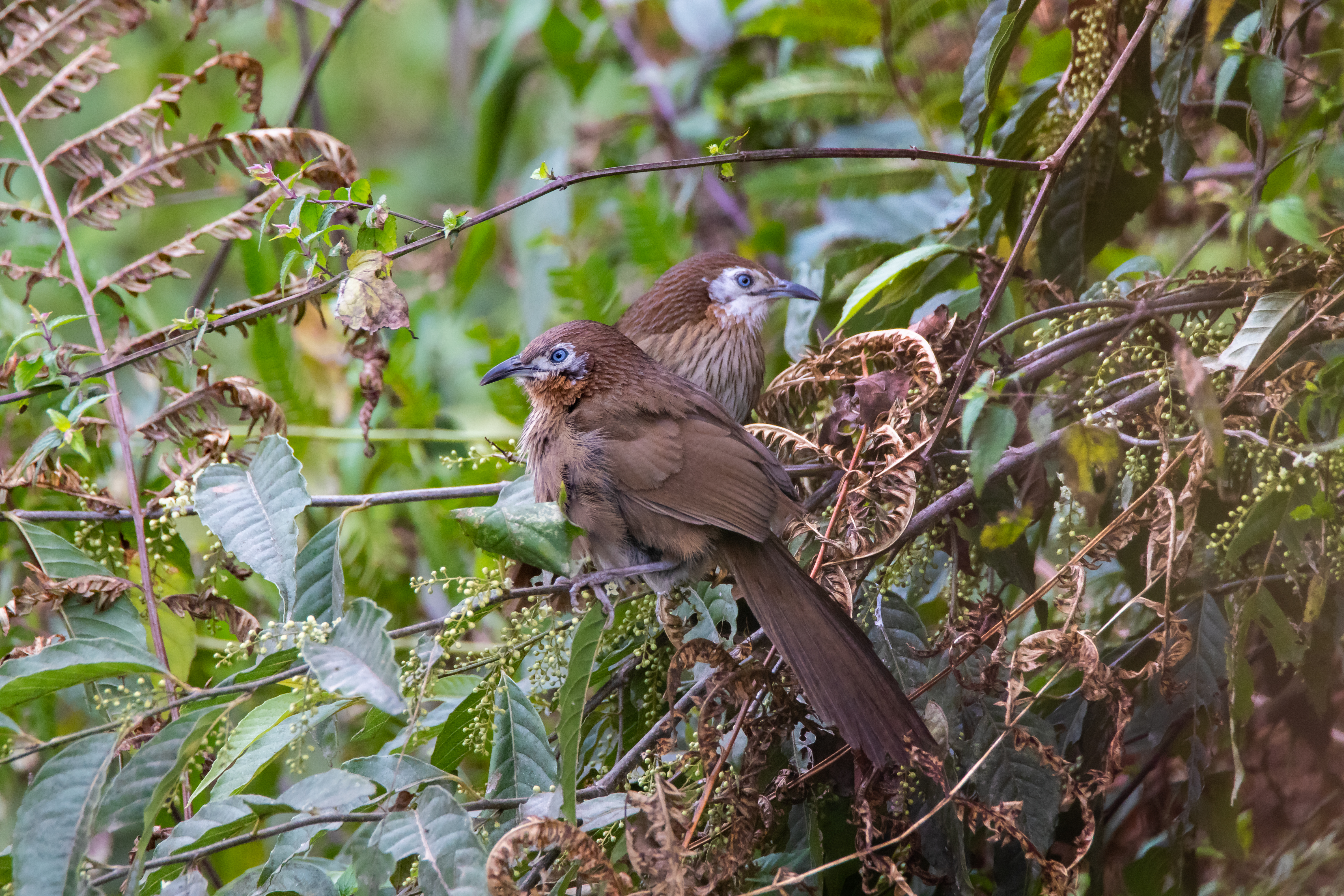
Cratéropes du Népal au parc national de Shivapuri Nagarjun.

Cet oiseau est endémique au Népal.